# Polygonum botuliforme
Polygonum botuliforme är en slideväxtart som beskrevs av Mozaffaran. Polygonum botuliforme ingår i släktet trampörter, och familjen slideväxter. Inga underarter finns listade i Catalogue of Life.